# Englische Badmintonmeisterschaft 2001
Die Englische Meisterschaft 2001 im Badminton fand vom 2. bis zum 4. Februar 2001 im The Triangle in Burgess Hill statt.

## Finalresultate
| Disziplin    | Sieger                        | Finalist                      | Ergebnis           |
| ------------ | ----------------------------- | ----------------------------- | ------------------ |
| Herreneinzel | Colin Haughton                | Mark Constable                | 15-12, 16-17, 15-6 |
| Dameneinzel  | Julia Mann                    | Tracey Hallam                 | 11-1, 11-8         |
| Herrendoppel | Simon Archer Nathan Robertson | Chris Hunt Julian Robertson   | 15-10, 15-9        |
| Damendoppel  | Gail Emms Joanne Wright       | Sara Sankey Ella Miles        | 16-17, 15-8, 15- 3 |
| Mixed        | Simon Archer Joanne Goode     | Graham Hurrell Sarah Hardaker | 15-8, 15-7         |